# Сезон ФК «Кремінь» (Кременчук) 2012—2013
Сезон МФК «Кремінь» (Кременчук) 2012—2013 — 20-ий сезон футбольного клубу «Кремінь» у футбольних змаганнях України.

## Новини команди в сезоні

### Підготовка до сезону

#### Контрольні матчі
| Контрольний 21.06.2012 | «Геліос» | 3:0  | «Кремінь»                   | Харків                  |  |
|                        |          | Звіт | ? 72' Расков 76' Костюк 86' | Стадіон: «Геліос-Арена» |  |

| Контрольний 24.06.2012 | «Ворскла» (дубль) | 1:3                      | «Кремінь»                        | Полтава          |  |
|                        | Бацула 74'        | (Протокол/Он-лайн матчу) | Івлєв 11' Опришко 14' Гостєв 71' | Стадіон: «Лтава» |  |

| Контрольний 26.06.2012 | «Дніпро»                      | 2:1          | «Кремінь» | Дніпропетровськ                                |  |
|                        | Бабенко 57' Денис Олійник 33' | (Стенограма) | Івлєв 13' | Стадіон: «Дніпро-Арена» Суддя: Віталій Романов |  |

| 'Контрольний 29.06.2012 | «Олександрія» | 0:2          | «Кремінь»                | <Олександрія     |  |
|                         |               | (Стенограма) | Кірієнко 44' Буличев 55' | Стадіон: «Олімп» |  |

| Контрольний 29.06.2012 | «Олександрія»                | 2:1          | «Кремінь»   | Олександрія      |  |
|                        | Чередниченко 59' Сидоров 65' | (Стенограма) | Волошин 64' | Стадіон: «Олімп» |  |

| Контрольний 03.07.2012 | «Полтава-2-Карлівка» | 0:2    | «Кремінь»                 | Полтава |  |
|                        |                      | (Звіт) | Івлєв 41 (пен)' Кунєв 63' |         |  |

| Контрольний 05.07.2012 | «Металіст» (дубль)                  | 4:2    | «Кремінь»                          | Харків            |  |
|                        | Володимир Лисенко 6', 35', 52', 70' | (Звіт) | Євген Опришко 10' Сергій Івлєв 29' | Стадіон: «Динамо» |  |

| Контрольний 07.07.2012 | «Дніпро»               | 2:2    | «Кремінь»>           | Дніпропетровськ         |  |
|                        | Разуваєв 25' Пасич 65' | (Звіт) | Івлєв 37'Кругляк 76' | Стадіон: «Дніпро-Арена» |  |

| Контрольний 11.07.2012 | «Металіст»                                                | 5:0      | «Кремінь» | Високий                                        |  |
| 18:00 EEST             | Себастьян Бланко 46', 73' Володимир Лисенко 62', 78', 83' | (Стаття) |           | Стадіон: НТБ «Високий» Суддя: Дмитро Кривушкін |  |

## Клуб

### Тренерський штаб
| Посада               | Ім'я                  |
| -------------------- | --------------------- |
| Головний тренер      | Юрій Чумак            |
| Замісник директора   | Олександр Поляков     |
| Тренер-адміністратор | Володимир Коновальчук |
| Тренер-масажист      | Віталій Степаненко    |
| Начальник команди    | Володимир Малеванець  |
| Тренер               | В'ячеслав Жениленко   |
| Тренер               | Олександр Самара      |

### Основний склад
Склад подано згідно з поданими заявками на кінець липня 2012 року:
| №               | Гравець                  | Клуб (у 2011) | Дата народження | Вік      | Ігор     | Голів    |          |
| Воротарі        | Воротарі                 | Воротарі      | Воротарі        | Воротарі | Воротарі | Воротарі | Воротарі |
| --------------- | ------------------------ | ------------- | --------------- | -------- | -------- | -------- | -------- |
| 1               | Олійник Андрій           |               | 16 січня 1986   | 39       |          |          |          |
| 12              | Прокоп Віталій           |               | 13 березня 1988 | 37       |          |          |          |
| Захисники       |                          |               |                 |          |          |          |          |
| 2               | Борисенко Антон          |               | 3 травня 1990   | 34       |          |          |          |
| 6               | Буличов Олександр        |               | 26 квітня 1984  | 40       |          |          |          |
| 17              | Волошин Дмитро           |               | 2 лютого 1986   | 39       |          |          |          |
| 14              | Музика Олександр         |               | 14 березня 1991 | 34       |          |          |          |
| 20              | Ніконов Ігор             |               | 25 червня 1982  | 42       |          |          |          |
| 15              | Пасічниченко Роман       |               | 17 червня 1981  | 43       |          |          |          |
| 17              | Шаповал Євген            |               | 16 серпня 1987  | 37       |          |          |          |
| 4               | Шевченко Олег            |               | 16 вересня 1978 | 46       |          |          |          |
| 9               | Шонія Коба               |               | 18 червня 1988  | 36       |          |          |          |
| Півзахисники    |                          |               |                 |          |          |          |          |
| 9               | Апришко Євген            |               | 23 січня 1985   | 40       |          |          |          |
| 7               | Барба Вадим              |               | 7 вересня 1986  | 38       |          |          |          |
| 8               | Волга Євген              |               | 16 липня 1985   | 39       |          |          |          |
| 0               | Коваленко Артем          |               | 10 березня 1992 | 33       |          |          |          |
| 17              | Михайлов Дмитро          |               | 12 січня 1993   | 32       |          |          |          |
| 8               | Тининик Анатолій         |               | 11 вересня 1984 | 40       |          |          |          |
| Нападники       |                          |               |                 |          |          |          |          |
| 3               | Гордієнко Дмитро         |               | 2 березня 1983  | 42       |          |          |          |
| 11              | Івлєв Сергій             |               | 4 грудня 1984   | 40       |          |          |          |
| 10              | Кірієнко Ігор            |               | 5 березня 1986  | 39       |          |          |          |
| 18              | Кругляк Андрій           |               | 22 квітня 1986  | 38       |          |          |          |
| 10              | Кунєв Роман              |               | 20 вересня 1990 | 34       |          |          |          |
| 16              | Слабишев Юрій            |               | 6 жовтня 1979   | 45       |          |          |          |
| Головний тренер |                          |               |                 |          |          |          |          |
|                 | Чумак Юрій Олександрович |               | 8 квітня 1962   | 62       |          |          |          |
|                 |                          |               |                 |          |          |          |          |

## Друга ліга

### Матчі другої ліги
| 17 тур 13.10.2012 | «Кремінь»                                | 2:2    | «УкрАгроКом»                                                                                         | Кременчук                                                        |  |
| +14 °C | Кунєв 23' Волга 30' Кунєв 40' Бацула 80' | (Звіт) | 12' Білоусов 16' Грищенко 29' Радевич 43' Грищенко 54' Ломко 72' Місюра 90' Вдовиченко 90+2' Марущук | Стадіон: «Кремінь-Арена» Глядачі: 1200 Суддя: Олексій Москаленко |  |
| «Кремінь»: 1.Прокоп (в)}, 14.Музика, 4.Шевченко , 17.Волошин, 15.Пасічниченко, 5.Волга (16.Слабишев, 70’), 7.Барба (18.Кругляк, 46’), 9.Бацула, 10.Кунєв, 8.Тининик, 8.Апришко, 11.Івлєв (6.Гордієнко, 78’). Запасні: 12.Олійник (в), 20.Біляєв, 2.Борисенко. Тренер: Юрій Чумак «УкрАгроКом» Швець, Ломко, Пономаренко , Місюра, Радевич, Батрачко, Волков (Марущук 75), Грищенко (Степанюк 46’), Калиновський, Білоусов (Вдовиченко 46’), Фальковський. Запасні: Шоботенко, Горобець, Пономар. Головний тренер — Юрій Гура. |                                          |        | |                                                                  |  |

| 18 тур 17.10.2012 | «Гірник-спорт»                               | 1:4    | «Кремінь»                                                                                | Комсомольськ                                          |  |
| +14 °C | Прошенко 44' Швей 45' Ковтун 46' Місяйло 58' | (Звіт) | 35' Гордієнко 44' Волга 48' Волга 53' Гордієнко 62' Шевченко 63' Бацула 75' Пасічниченко | Стадіон: «Юність» Глядачі: 120 Суддя: Олександр Жуков |  |
| «Гірник-спорт»:12.Кліщук, 2.Слука, 16.Швей (25.Давидчук, 84’), 3.Голядинець (15.Ковтун), 8.Нічипорук, 5.Прошенко, 14.А.Ротань, 11.Панасенко (9.Солонинко, 82’), 18.Бажан, 10.Середа , 19.Місяйло. Запасні:1.Бабкін, 23.Рибка, 7.Мазний, 24.Кисіль. Головний тренер — Ярослав Бобиляк. «Кремінь»: 1.Прокоп (в)}, 17.Волошин, 4.Шевченко , 14.Музика, 15.Пасічниченко, 9.Бацула , 8.Тининик (20.Борисенко 81’), 2.Шаповал (18.Кругляк, 52’) 5.Волга (6.Буличов, 59’), 11.Івлєв (10.Біляєв 68’), 3.Гордієнко (16.Слабишев, 55’). Запасні: 12.Олійник (в), 7.Барба. Головний тренер — Юрій Чумак |                                              |        |                                                                                          |                                                       |  |

| 19 тур 21.10.2012 | «Кремінь»                                                               | 3:1    | «Шахтар-3»                                        | Кременчук                                    |  |
| | Бацула 18' Кунєв 41' Шишка 61' (авт.) Тининик 65' Волга 68' Буличов 88' | (Звіт) | 20' Сартина 41' Сартина 42' Іванисеня 90' Малишев | Стадіон: «Кремінь-Арена» Суддя: Денис Шурман |  |
| «Кремінь»: 1.Прокоп (в), 17.Волошин, 4.Шевченко, 14.Музика, 15.Пасічниченко, 9.Бацула (18.Кругляк, 76’), 8.Тининик (20.Біляєв 83’), 10.Кунєв (6.Буличов, 79’), 5.Волга (16.Слабишев, 69’), 11.Івлєв, 3.Гордієнко (7.Барба, 53’). Запасні: 12.Олійник (в), 2.Борисенко. «Шахтар-3» 1.Філіпенко, 2.Багдасаров (15.Кравченко, 46’), 3.Шишка, 4.Русанов, 5.Сартина, 6.Малишев, 7.Іванісеня, 8.Скоблов, 9.Безбородько (18.Луканюк, 55’), 10.Акімов, 11.Болбат. Запасні: 12.Важинський, 13.Іоша, 14.Сухаров, 16.Мішенін, 17.Савчук. |                                                                         |        |                                                   |                                              |  |

| 20 тур 27.10.2012 | «Севастополь-2»      | 1:2    | «Кремінь»            | Севастополь                    |  |
| 15:00 +19 °C | Сечин 76' Гевлич 84' | (Звіт) | 15' Бацула 67' Кунєв | Глядачі: 400 Суддя: Ігор Жосан |  |
| «Севастополь-2» «Кремінь»: 1.Прокоп (в)}, 17.Волошин (18.Шонія, 72’), 4.Шевченко , 14.Музика (16.Біляєв 86’), 15.Пасічниченко (7.Барба, 65’), 9.Бацула, 8.Тининик, 8.Кунєв, 2.Шаповал, 11.Івлєв, 3.Гордієнко (6.Буличов, 56’). Запасні: 20.Ніконов, 18.Михайлов. Головний тренер — Юрій Чумак |                      |        |                      |                                |  |

| 21 тур 3.11.2012 | «Кремінь»                                     | 1:1    | «Сталь»                                              | Кременчук                                                          |  |
| +14 °C | Тининик 26' Шаповал 53' Музика 66' Бацула 87' | (Звіт) | 38' Кисляков 49' Куліш 65' Ольшанецький 78' Глубокий | Стадіон: «Кремінь-Арена» Глядачі: 1000 Суддя: Володимир Новохатній |  |
| «Кремінь»: 14.Музика, 4.Шевченко , 17.Волошин, 15.Пасічниченко, 5.Волга (16.Слабишев, 70’), 7.Барба (18.Кругляк, 46’), 9.Бацула, 10.Кунєв, 8.Тининик, 9.Апришко, 11.Івлєв (6.Гордієнко, 78’). 12.Олійник (в) , 17.Волошин, 4.Шевченко, 6.Буличов, (16.Музика, 46’), 15.Пасічниченко, 9.Бацула, 8.Тининик, (16.Слабишев, 90’), 10.Кунєв, 2.Шаповал (7.Барба, 57’), 11.Івлєв (9.Апришко, 73’), 5.Волга (6.Гордієнко, 63’), Запасні: 1.Прокоп (в), 18.Михайлов. Тренер: Юрій Чумак «Сталь» 1.Давыдов, 12.Чёрный (6.Каленчук 89’), 3.Ольшанецкий (20.Глубокий 74’), 13.Шаповал, 22.Кисляков, 8.Патула, 21.Котляр, 15.Колесников (11.Лукашов 80’), 10.Алиев (17.Чечеленко 66’), 23.Антипов, 9.Кулиш. Запасні: 30.Шарлай, 5.Жуков, 37.Иванов. В. о. головного тренера — Андрій Гузенко. |                                               |        |                                                      |                                                                    |  |

| 23 тур 11.11.2012 | «Кремінь»                                | 1:0             | «Гірник»                     | Кременчук                                                     |  |
| 14.00 +9 °C | Кунєв 22', 75' Олійник 59' Гордієнко 71' | (Звіт) Протокол | 31' Гончаренко 38' Коломоєць | Стадіон: «Кремінь-Арена» Глядачі: 700, 1100 Суддя: Біць Я. М. |  |
| «Кремінь»: 1.Олійник (в)} , (12.Прокоп, 66’), 17.Волошин, 4.Шевченко, 14.Музика, 6.Буличов, 15.Пасічниченко, 8.Бацула, (14.Музика, 87’), 9.Апришко, 11.Івлєв, 5.Волга (16.Слабишев, 70’), 7.Барба (18.Кругляк, 46’), 10.Кунєв, 8.Тининик, 11.Івлєв (16.Слабишев, 90’), 5.Волга (7.Барба, 61’), 18.Кругляк , (6.Гордієнко, 52’), 10.Кунєв. Запасні: 20.Михайлов, 2.Біляєв Тренер: Юрій Чумак «Гірник» 1.Гурін, 89.Васильєв, 22.Рябов, 14.Гончаренко, 13.Голуб, 6.Коваленко (16.Вершини 80’), 7.Бука (11.Довбун 85’), 5.Давиденко (23.Адаменко 86’), 28.Богомазов, 27.Пашковський (21.Ляшенко 73’), 26.Коломоєць. Запасні: 12.Бичко, 29.Сухоруков, 8.Щербаков. Головний тренер — Геннадій Приходько. |                                          |                 |                              |                                                               |  |

| 25 тур 21.11.2012 | «Полтава-2-Карлівка»                                               | 0:0    | «Кремінь»   | Карлівка                                                 |  |
| +3 °C | Лубенець 7' Нуридинов 44', 69' Паляниця 85' Марченко 85' Пліев 89' | (Звіт) | 33' Кругляк | Стадіон: Машинобудівник Глядачі: 600 Суддя: Роман Калита |  |
| «Полтава-2-Карлівка» : 1.Витів, 15.Зозуля, 2.Плієв, 3.Паляниця, 5.Богомаз, 7.Коваленко (11.Буличєв 57’), 6.Пономаренко, 9.Лубенець — к, 18.Синегуб (10.Марченко 46’), 19.Нуридинов, 20.Кривий (14.Гребинюк 76’). Запасні: 66.Яковченко, 8.Полуницкий, 16.Григоренко. Головний тренер — Андрій Зав'ялов. «Кремінь»: 1.Прокоп (в)}, 17.Волошин, 4.Шевченко , 6.Буличов (2.Борисенко, 87’), 15.Пасічниченко, 10.Бацула, 9.Апришко, 5.Волга (7.Барба, 65’), 11.Івлєв, 18.Кругляк (3.Гордієнко, 57’), 16.Слабишев. Запасні: 12.Олійник (в), 20.Ніконов, 18.Михайлов, 8.Біляєв. Головний тренер — Юрій Чумак |                                                                    |        |             |                                                          |  |

| 26 тур 25.11.2012 | «Кремінь»                      | 3:1             | «Макіїввугілля»                                                | Кременчук                                                    |  |
| 13.00 +4 °C | Івлєв 48' Бацула 58' Барба 89' | (Звіт) Протокол | 29' Ємельянов 35' Богданов 50' Шпак 79' Плахін 90+1' Дорошенко | Стадіон: «Кремінь-Арена» Глядачі: 800 Суддя: Олександр Жуков |  |
| «Кремінь»: 1.Прокоп (в)}, 17.Волошин, 4.Шевченко , 18.Шонія, (7.Барба 67’), 15.Пасічниченко, 10.Бацула, 9.Апришко, 11.Івлєв, (8.Михайлов, 86’), 5.Волга (20.Ніконов, 75’), 16.Слабишев (3.Гордієнко, 46’), 6.Буличов, (14.Музика, 46’). Запасні: 12.Олійник, 2.Борисенко. Тренер: Юрій Чумак «Макіїввугілля» 1.Шпак (12.Жуков 79’), 4.Логінов, 3.Цокур, 6.Шестаков, 20.Протасевич, 8.Певнєв (18.Дорошенко 76’), 14.Ємельянов (17.Жигулін 76’), 10.Богданов (2.Федотов 64’), 5.Цихмейструк , 11.Фролов, 7.Плахін. Головний тренер — Спартак Жигулін. |                                |                 |                                                                |                                                              |  |

### Результати Другої ліги

#### Турнірна таблиця
| \| М \| Команда \| І \| В \| Н \| П \| РМ \| О \| \| -- \| -------------------- \| -- \| -- \| -- \| -- \| ----- \| ----- \| \| 1 \| «Украгроком» \| 24 \| 15 \| 5 \| 4 \| 38−17 \| 50 \| \| 2 \| «Шахтар-3» \| 24 \| 15 \| 3 \| 6 \| 57−22 \| 48 \| \| 3 \| «Шахтар» \| 24 \| 13 \| 6 \| 5 \| 33−18 \| 45 \| \| 4 \| «Полтава-2-Карлівка» \| 24 \| 11 \| 11 \| 2 \| 29−15 \| 44 \| \| 5 \| «Кремінь» \| 24 \| 12 \| 7 \| 5 \| 39−21 \| 43 \| \| 6 \| «Мир» \| 24 \| 13 \| 3 \| 8 \| 37−33 \| 42 \| \| \| \| \| \| \| \| \| \| \| 7 \| «Гірник» \| 24 \| 10 \| 7 \| 7 \| 35−26 \| 37 \| \| 8 \| «Сталь» \| 24 \| 10 \| 3 \| 11 \| 47−30 \| 33 \| \| 9 \| ФК «Севастополь-2» \| 24 \| 7 \| 2 \| 15 \| 25−44 \| 23 \| \| 10 \| «Енергія» \| 24 \| 5 \| 6 \| 13 \| 25−50 \| 21 \| \| 11 \| «Гірник-Спорт» \| 24 \| 5 \| 3 \| 16 \| 25−50 \| 18 \| \| 12 \| «Макіїввугілля» \| 24 \| 5 \| 2 \| 17 \| 21−58 \| 17 \| \| 13 \| «Жемчужина» \| 24 \| 4 \| 4 \| 16 \| 21−48 \| 13[а] \| Команди, що на другому етапі виступатимуть у групі 2 Команди, що на другому етапі виступатимуть у групі 4 |                      |    |    |    |    |       |       |
| М | Команда              | І  | В  | Н  | П  | РМ    | О     |
| 1 | «Украгроком»         | 24 | 15 | 5  | 4  | 38−17 | 50    |
| 2 | «Шахтар-3»           | 24 | 15 | 3  | 6  | 57−22 | 48    |
| 3 | «Шахтар»             | 24 | 13 | 6  | 5  | 33−18 | 45    |
| 4 | «Полтава-2-Карлівка» | 24 | 11 | 11 | 2  | 29−15 | 44    |
| 5 | «Кремінь»            | 24 | 12 | 7  | 5  | 39−21 | 43    |
| 6 | «Мир»                | 24 | 13 | 3  | 8  | 37−33 | 42    |
| |                      |    |    |    |    |       |       |
| 7 | «Гірник»             | 24 | 10 | 7  | 7  | 35−26 | 37    |
| 8 | «Сталь»              | 24 | 10 | 3  | 11 | 47−30 | 33    |
| 9 | ФК «Севастополь-2»   | 24 | 7  | 2  | 15 | 25−44 | 23    |
| 10 | «Енергія»            | 24 | 5  | 6  | 13 | 25−50 | 21    |
| 11 | «Гірник-Спорт»       | 24 | 5  | 3  | 16 | 25−50 | 18    |
| 12 | «Макіїввугілля»      | 24 | 5  | 2  | 17 | 21−58 | 17    |
| 13 | «Жемчужина»          | 24 | 4  | 4  | 16 | 21−48 | 13[а] |

а З «Жемчужини» знято 3 очки згідно з рішенням ДК ПФЛ № 2 від 26 липня 2012 року за несплату першої частини заявкового внеску.
Останнє оновлення: 25 листопада 2012
Джерело: ПФЛ України
Правила для визначення місць у турнірній таблиці: 1) очки, 2) кількість перемог, 3) різниця м'ячів, 4) кількість забитих м'ячів
Пояснення до таблиці: В — виграшів, Н — нічій, П — поразок.

#### Результати загальні у матчах Другої ліги
| Загалом | Загалом | Загалом | Загалом | Загалом | Загалом | Загалом | Вдома | Вдома | Вдома | Вдома | Вдома | Вдома   | Вдома | Виїзд | Виїзд | Виїзд | Виїзд | Виїзд | Виїзд   | Виїзд |
| Ігор    | В       | Н       | П       | Голів   | Різниця | Очок    | Ігор  | В     | Н     | П     | Голів | Різниця | Очок  | Ігор  | В     | Н     | П     | Голів | Різниця | Очок  |
| ------- | ------- | ------- | ------- | ------- | ------- | ------- | ----- | ----- | ----- | ----- | ----- | ------- | ----- | ----- | ----- | ----- | ----- | ----- | ------- | ----- |
| 24      | 12      | 7       | 5       | 39—21   | +18     | 43      | 12    | 8     | 3     | 1     | 21—8  | +13     | 27    | 12    | 4     | 4     | 4     | 18—13 | +5      | 16    |

Останнє оновлення: 25 листопада 2012

#### Результати тур за туром
| Тур       | 1 | 2 | 3 | 4 | 5 | 6 | 7 | 8 | 9 | 10 | 11 | 12 | 13 | 14 | 15 | 16 | 17 | 18 | 19 | 20 | 21 | 22 | 23 | 24 | 25 | 26 | 27 | 28 | 29 | 30 |
| --------- | - | - | - | - | - | - | - | - | - | -- | -- | -- | -- | -- | -- | -- | -- | -- | -- | -- | -- | -- | -- | -- | -- | -- | -- | -- | -- | -- |
| Поле      | Д | В |   |   |   |   |   |   |   |    |    |    |    |    |    |    |    |    |    |    |    |    |    |    |    |    |    |    |    |    |
| Результат | В |   |   |   |   |   |   |   |   |    |    |    |    |    |    |    |    |    |    |    |    |    |    |    |    |    |    |    |    |    |
| Місце     | 3 |   |   |   |   |   |   |   |   |    |    |    |    |    |    |    |    |    |    |    |    |    |    |    |    |    |    |    |    |    |

Останнє оновлення: 20 серпня 2012
Джерело: Матчі
Поле: Д — матч вдома, В — матч на виїзді
Результат: В - виграш, Н - нічия, П - поразка

## Кубок України
| 'Попередній етап 25.07.2012 | «Кремінь»                                 | 4:0  | «Єдність» | Кременчук                                                   |  |
| 18:00 +30 °C | Волга 16', 40' Барба 63' Пасічніченко 69' | Звіт |           | Стадіон: «Кремінь-Арена» Глядачі: 1100 Суддя: Євген Яковлєв |  |
| «Кремінь» 1.Олійник (), 5.Волга (17.Михайлов 76’), 4.Шевченко, 15.Пасічниченко, 8.Тининик, 14.Музика, 9.Шонія (10.Кунєв 46’), 20.Никонов, 18.Кругляк (7.Барба 59’), 15.Слабишев, 11.Івлєв. «Єдність» 1.Русан, 14.Лебединський, 5.Махлоєв, 2.Гречка, 4.Єрошенко, 13.Журба (), 8.Цап, 21.Сердюк (6.Інджибашвілі 73’), 7.Ковальчук (9.Голубчанський 66’), 19.Гунченко, 22.Гриб. |                                           |      |           |                                                             |  |